# حزب کمونیست ایران (مارکسیست-لنینیست-مائوئیست)
حزب کمونیست ایران (مارکسیست-لنینیست-مائوئیست) حزبی سیاسی است که علیه جمهوری اسلامی ایران  و برای کسب قدرت سیاسی در ایران با هدف برپایی کمونیسم جهانی فعالیت می‌کند و بخشی از سازمان جهانی «جنبش انقلابی انترناسیونالیستی» است.
این حزب ادامهٔ سازمانی مائوئیستی «اتحادیه کمونیست‌های ایران» است. 
این حزب علاوه بر چاپ بعضی کتب، نشریاتی چون «حقیقت» ، «آتش» و «جهانی برای فتح» را هر چند وقت یک‌بار منتشر می‌کند و در خارج از کشور با شرکت در تظاهرات‌های مختلف فعالیت می‌کند.

## عضویت در جنبش انقلابی انترناسیونالیستی
حکا (م ل م) به واسطهٔ عضویت در جنبش انقلابی انترناسیونالیستی با احزاب کمونیست و مائوئیست کشورهای بسیاری نزدیکی داشت. مهم‌ترین این‌ها  حزب کمونیست انقلابی آمریکا  به رهبری باب آواکیان است که با سنتز علمی موج اول مبارزات طبقاتی جهانی و تکیه بر نکات عمدتا درست و علمی آن و گسست از برخی جوانب غیر عمده اما ناصحیح آن سعی کرده است در قالب «سنتز نوین کمونیسم» تئوری علمی مارکسیسم را ارتقا داده و سلاح لازم در زمینه تغییر انقلابی و بنیادین جامعه طبقاتی سرمایه‌داری امپریالیستی کنونی را فراهم کند. حزب کمونیست ایران مارکسیست-لنینیست-مائوئیست با پذیرش این تئوری صحیح انقلابی و به کار بستن آن در جهت تعیین استراتژی و راه انقلاب در ایران فعالیت‌های انقلابی خود را سازمان داده‌است. 

## قانون اساسی جمهوری سوسیالیستی نوین ایران
حزب کمونیست ایران (م ل م) برای تصور جامعه نوین سوسیالیستی، برای تصور جامعۀ عاری از بهره‌کشی و ستم، سند قانون اساسی جمهوری سوسیالیستی نوین ایران را به عنوان تنها آلترناتیو واقعی و ممکن برای تغییر بنیادین جامعه و ساختن روابط نوین ارائه داده است. سندی که ماهیت و فرم دولت جمهوری سوسیالیستی پیشنهادی حزب را روشن می‌کند.